# ¡Y tenía corazón!
Una autopsia, también conocido como ¡Y tenía corazón!, o Anatomía del corazón, es un cuadro realizado por Enrique Simonet con unas dimensiones de 177 x 291 centímetros.
Simonet pinta la obra en el año 1890 durante su estancia en Roma, ya que se va de pensionado a cursar sus estudios de pintura entre 1888 y 1892 en la Academia Española de Bellas Artes de Roma. Posteriormente, la obra pasó al Museo de Arte Moderno (hoy desaparecido y unificado al Museo del Prado), quien la cedió el 13 de febrero de 1931 al Museo de Bellas Artes de Málaga, actual Museo de Málaga, y allí ha permanecido desde entonces.

## Descripción
Esta obra representa a un forense realizando una autopsia a una mujer joven, que yace sobre una mesa, que supuestamente sería una prostituta. Este hecho podría deducirse ya que la mayoría de los cuerpos encontrados en el río Tíber solían pertenecer a meretrices y además, solían asociarse al color de pelo rojizo. El forense agarra con su mano el corazón. Este anciano fue inspirado por un mendigo que el propio Simonet se encontró por la calle, proponiéndole como modelo para representarlo, cosa que solía hacer usualmente cuando encontraba a alguien de su gusto. Para la chica, el pintor utilizó como modelo el cuerpo de una joven actriz que se había suicidado por desamor, según las cartas que envió a su familia.
La técnica tan realista ha hecho encasillar a esta pintura dentro del realismo social, aunque es más correcto etiquetarla dentro de la corriente cientifista que dominó el siglo XIX (de hecho, este sería el tema encargado a Simonet), sobre todo influenciado por científicos que usaban la autopsia como medio para investigar y hallar cura de enfermedades en Roma. El cuadro ha viajado por distintos lugares, por ejemplo, a coloquios de médicos por su tema anatómico y del corazón, o en exposiciones incluso fuera de España.
También destaca por sus contrastes lumínicos, resaltando directamente la luz en la piel pálida de la mujer en contraposición a la oscura pared neutra del fondo, y por la tan bien realizada anatomía del cuerpo y cabellos.